# Raspoutine (film, 1932)
Pour les articles homonymes, voir Raspoutine et Raspoutine (homonymie).
Pour plus de détails, voir Fiche technique et Distribution.
Raspoutine (Rasputin, Dämon der Frauen) est un film dramatique allemand réalisé par Adolf Trotz et sorti en 1932.
Le film, qui met en vedette Conrad Veidt, Paul Otto et Hermine Sterler, dépeint l'influence exercée par Grigori Raspoutine sur la famille royale russe à l'époque de la Première Guerre mondiale. Il est sorti la même année qu'un film américain sur cette personnalité, Raspoutine et l'Impératrice.
Les décors du film ont été conçus par les directeurs artistiques Gustav A. Knauer et Walter Reimann.

## Fiche technique
- Titre original : Rasputin, Dämon der Frauen
- Titre français : Raspoutine
- Réalisation : Adolf Trotz
- Scénario : Ossip Dymow, Adolf Lantz, Conrad Linz
- Photographie : Curt Courant
- Montage : Geza Pollatschik
- Musique : Wladimir Metzl, Fritz Wenneis
- Costumes : Alexandre Arnstam, Leopold Verch
- Production : Ludwig Gottschalk
- Direction artistique : Gustav A. Knauer, Walter Reimann
- Pays de production : République de Weimar
- Langue originale : allemand
- Format : noir et blanc
- Genre : drame
- Durée : 82 minutes
- Dates de sortie :
  - République de Weimar : 19 février 1932
  - France : 17 juin 1932

## Distribution
- Conrad Veidt : Grigori Raspoutine
- Paul Otto : le tsar Nikolaus II Romanov
- Hermine Sterler : la tsarine Alexandra
- Kenneth Rive : Tsarewitch Alyosha
- Alexandra Sorina : Hofdame Vyroubova
- Karl Ludwig Diehl : Prince Ioussoupov
- Ida Perry : comte Ignatieff
- Charlotte Ander : Musja Suschkowa
- Elza Temary : Nina, the spy
- Brigitte Horney : Lusha
- Bernhard Goetzke : le père de Lusha - constructeur
- Franziska Kinz : Dunya
- Marian Chevalier : aristocrate
- Heinrich Heilinger : Petroff - Government Official
- Edith Meinhard : Petroff's wife
- Magnus Stifter : Bischof von Tobolsk
- Ernst Reicher : Home Secretary (Secrétaire d'État à l'Intérieur)
- Werner Hollmann : Chief of Police
- Theo Shall : Lieutenant Suschkoff
- Friedrich Gnaß : Derewenko
- Paul Henckels : Pourichkevitch (député)
- Alexander Murski : Wachtmeister